# Aplotelia
Aplotelia từng là một chi bướm đêm thuộc họ Noctuidae. Hiện tại nó được coi là đồng nghĩa của Eutelia.

## Các loài
- Aplotelia tripartita (Semper, 1900)